# Stanisław Malinowski (chemik)

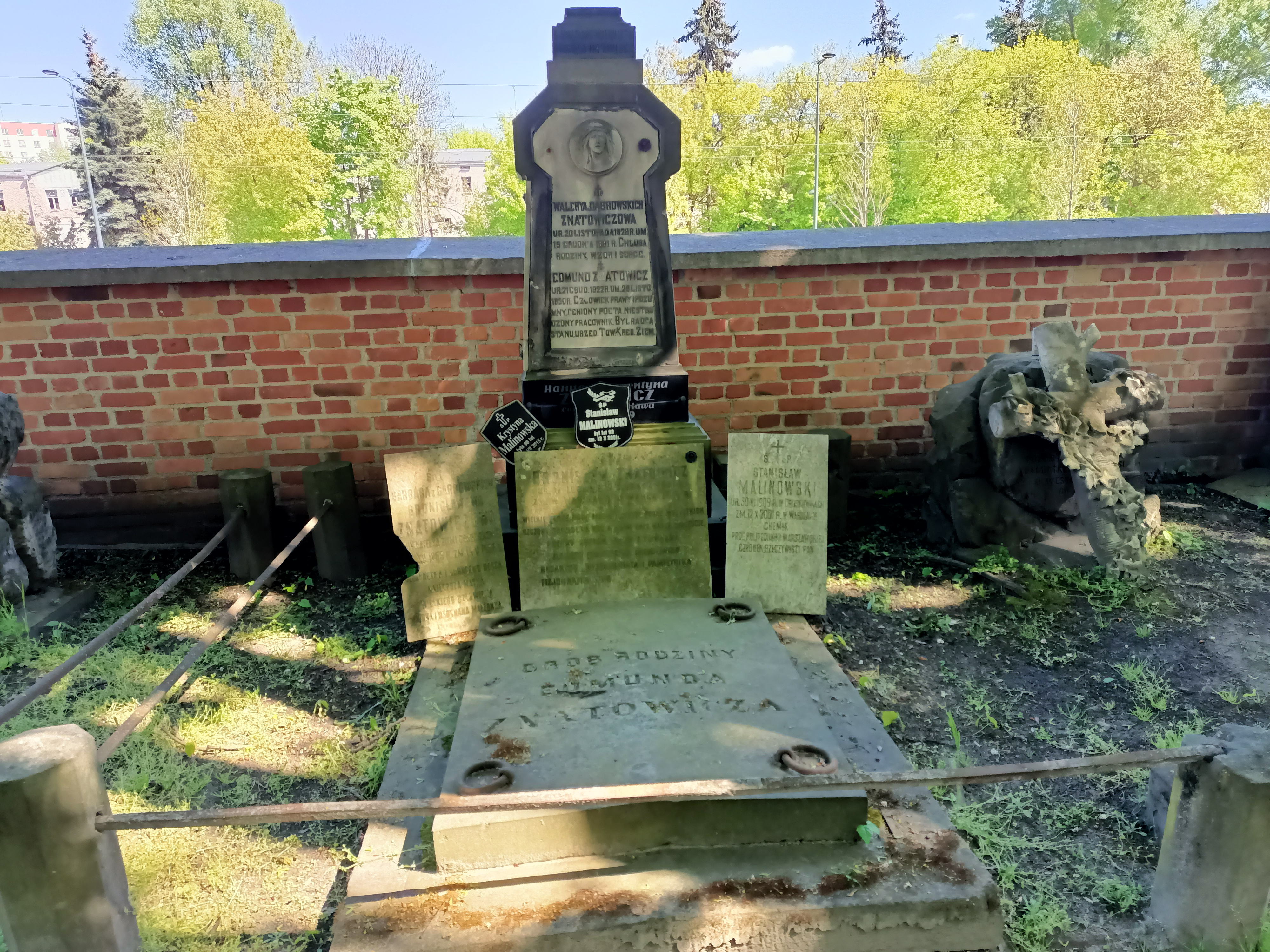
Grób Stanisława Malinowskiego na Cmentarzu Powązkowskim

Stanisław Malinowski (ur. 30 czerwca 1909 w Druskienikach, zm. 12 października 2001 w Warszawie) – polski chemik, profesor zwyczajny doktor inżynier nauk chemicznych technologii organicznej na Wydziale Chemicznym. Członek rzeczywisty Polskiej Akademii Nauk.

## Życiorys
Syn ziemianina Michała Malinowskiego i Józefy z Dokalskich, jego ojciec był dzierżawcą uzdrowiska. Studiował na Wydziale Chemicznym Politechniki Warszawskiej, w 1937 uzyskał tytuł zawodowy inżyniera chemika. 7 czerwca 1950 obronił na Wydziale Chemicznym PW pracę doktorską „Reakcje nitrometanu z formaldehydem i aminami”, której promotorem był profesor Tadeusz Urbański. W 1954 został docentem, a w dniu 27 listopada 1958 otrzymał tytuł naukowy profesora nadzwyczajnego, od 1971 był profesorem zwyczajnym. Od 1972 członek korespondent Polskiej Akademii Nauk, od 1980 członek rzeczywisty.  
Pochowany na cmentarzu Powązkowskim w Warszawie (kwatera pod Temlerem-77/78).